# Kulpin
Kulpin (v srbské cyrilici Кулпин, slovensky Kulpín) je vesnice v srbské autonomní oblasti Vojvodina, severozápadně od města Novi Sad. Administrativně je součást obce Bački Petrovac. V roce 2011 měla 2775 obyvatel, drtivá většina z nich byla slovenské národnosti. Jižně od obce prochází Kanál DTD.
První písemná zmínka o obci pochází z 13. století z uherských záznamů. Osídlení obce kontinuálně přečkalo i období nadvlády Osmanské říše v 16. a 17. století. Současné slovenské osídlení obce přišlo do Kulpinu v souvislosti s kolonizací Dolních Uher po odchodu Turků.
Mezi pamětihodnosti v obci patří klasicistní zámeček, kde se nyní nachází zemědělské muzeum, dále potom slovenský evangelický kostel a pravoslavný kostel.